# Storm (banda)
Storm foi uma banda norueguesa de folk metal formada em 1993 na cidade de Oslo pelos músicos Fenriz e Satyr. A cantora Kari Rueslåtten se juntou ao projeto posteriormente para a gravação do primeiro e único álbum, Nordavind.

## História
Em 1993, os músicos Fenriz (Darkthrone) e Satyr (Satyricon) conhecidos pela sua atuação na cena do black metal norueguês, decidiram fundar a banda Storm, cuja sonoridade seria inspirada na música tradicional nórdica. Algum tempo depois, a vocalista do The 3rd and the Mortal, Kari Rueslåtten, foi convidada para integrar o projeto, com as gravações do álbum Nordavind ocorrendo em novembro de 1994 no estúdio Waterfall em Oslo, Noruega. O disco foi então liberado em fevereiro de 1995 pela gravadora Moonfog, e pouco após o seu lançamento, Rueslåtten concedeu entrevistas à mídia norueguesa dizendo que ela não havia concordado com o conteúdo lírico anticristão de algumas canções, o que gerou animosidade entre ela, Fenriz e Satyr.
De acordo com ela, Satyr havia escrito um novo final para a faixa "Oppi fjellet" que continha letras com teor anticristão, mas que apesar disso "ela não foi forte o suficiente para contrariá-los", dizendo ainda que havia se sentido traída e arrependida por ter participado do projeto. Em contrapartida, Satyr respondeu que Rueslåtten tinha conhecimento de todo o conteúdo do álbum antes de seu lançamento, e que ela "dizia o tempo todo estar extremamente satisfeita", afirmando não compreender as declarações da cantora à imprensa. Ele completou dizendo que "não iria fazer nada para prejudicá-la, mas que se ela não parasse, ele iria rezar para alguém jogar uma bomba na cidade de Trondheim".
Segundo Satyr, a banda iria lançar um EP em abril de 1995, no entanto isso não chegou a acontecer, e os músicos envolvidos decidiram finalizar o Storm para focar em outros projetos musicais.

## Formação

### Membros finais
- Fenriz – bateria, vocais
- Satyr – guitarra, baixo, teclado, vocais
- Kari Rueslåtten – vocais

## Discografia

### Álbuns de estúdio
- Nordavind (1995)